# Bob Dennison (cầu thủ bóng đá, sinh năm 1912)
Robert Dennison (6 tháng 3 năm 1912 – 19 tháng 6 năm 1994) là một cầu thủ bóng đá người Anh có 112 lần ra sân tại Football League thi đấu cho Newcastle United, Nottingham Forest, Fulham và Northampton Town. Ông dẫn dắt Northampton Town, Middlesbrough, Hereford United và Coventry City, là trinh thám viên và trải qua 3 tháng làm huấn luyện viên tạm quyền sau khi Noel Cantwell bị sa thải năm 1972.